# 李歸
李歸（？—前208年），秦朝末年的農民軍將領，原為吳廣部下，吳廣遇刺後，成為田臧部下，因秦將章邯討伐，陣亡。

## 生平
秦二世二年（前208年）與吳廣、田臧等圍攻滎陽（今河南滎陽東北古滎鎮），遭到洛陽郡郡守李由堅守，當時陳勝部下周章已經被秦少府章邯討死，秦朝援軍又要到來，田臧想分兵迎擊秦兵，故矯稱陳勝命令，刺殺了吳廣，奪取兵權，陳勝只好封田臧為楚國令尹兼上將軍，繼續作戰。
田臧命李歸等將軍在滎陽與李由對峙，自己率軍迎擊秦軍於敖倉（滎陽東北敖山的糧倉），為章邯所敗，陣亡。不久之後章邯進兵攻擊李歸，李歸亦陣亡。

## 腳註
1. ↑  《陳涉世家》將軍田臧等相與謀曰：「周章軍已破矣，秦兵旦暮至，我圍滎陽城弗能下，秦軍至，必大敗。不如少遺兵，足以守熒陽，悉精兵迎秦軍。今假王驕，不知兵權，不可與計，非誅之，事恐敗。」因相與矯王令以誅吳叔，獻其首於陳王。陳王使使賜田臧楚令尹印，使為上將。
2. ↑  《陳涉世家》田臧乃使諸將李歸等守滎陽城，自以精兵西迎秦軍於敖倉。與戰，田臧死，軍破。章邯進兵擊李歸等滎陽下，破之，李歸等死